# Sanguine Sky
Sanguine Sky es un EP de la banda de metal gótico noruega Tristania, lanzado el 3 de enero de 2007 bajo la etiqueta alemana SPV GmbH, como promocional de su quinto álbum Illumination .

## Lista de canciones
| N.º | Título         | Letras            | Música                                      | Duración |  |
| 1.  | «Sanguine Sky» | Kjartan Hermansen | Anders Hidle, Einar Moen                    | 3:50     |  |
| 2.  | «Ab Initio»    | Østen Bergøy      | Anders Hidle, Einar Moen                    | 5:43     |  |
| 3.  | «Mercyside»    | Østen Bergøy      | Anders Hidle, Einar Moen, Waldemar Sorychta | 4:39     |  |

## Créditos

### Tristania
- Vibeke Stene - Voz femenina
- Østen Bergøy - voz masculina
- Anders H. Hidle - Guitarra
- Svein Terje Solvang - guitarra
- Rune Østerhus - Bajo
- Einar Moen - Teclados
- Kenneth Olsson - Batería

### Mússicos invitados
- Vorph - voz gutural (pista 3)

### Producción
- Waldemar Sorychta - Producción, ingeniería, mezcla
- Christian Ruud - Arte de la cubierta
- Ralf Strathmann - Fotografía
- Siggi Bemm y Dennis Koehne - Ingeniería